# Włodzimierz Lempke
Włodzimierz Lempke, pseudonimy: Ludwik, Okularnik (ur. ok. 1839, zm. 1864 w Kijowie) – działacz konspiracji niepodległościowej i rewolucyjnej.
Syn rosyjskiego generała, od 1861 przebywał w Warszawie, gdzie podjął pracę w fabryce maszyn rolniczych, angażując się w konspirację i rozwijając agitację wśród robotników. W momencie wybuchu powstania styczniowego (1863) jako działacz „czerwonych” otrzymał od Stefana Bobrowskiego, naczelnika Warszawy, zadanie nadzoru zaopatrzenia oddziałów operujących w podwarszawskich lasach; do jego zrealizowania zorganizował w mieście zakłady produkujące broń, amunicję, umundurowanie i inne niezbędne sprzęty wojskowe. Po upadku dyktatury Mariana Langiewicza w marcu 1863 powołał na zlecenie Bobrowskiego Straż Bezpieczeństwa Rządu Narodowego, wspierając następnie jej siłami zamach stanu, który doprowadził do obalenia Rządu Narodowego w maju 1863. Do listopada tego samego roku kontynuował działalność w Warszawie, podporządkowując się gabinetowi Karola Majewskiego i komendantowi miasta Janowi Koziełł-Poklewskiemu. Następnie wyjechał do rodzinnego Kijowa, gdzie popełnił samobójstwo podczas rewizji.